# Su Gologone
Su Gologone è la principale risorgiva di un vasto sistema carsico situato in Sardegna, nell'area del Supramonte di Oliena, nella provincia di Nuoro.

## Descrizione
Dalla sorgente, che si trova nel territorio del comune di Oliena, si origina un breve torrente che alimenta il fiume Cedrino. L'acqua fuoriesce da una spaccatura nella roccia calcarea, che si addentra nel sottosuolo fino alla profondità attualmente esplorata dagli speleologi di 135 metri. La portata di massima magra della sorgente è stata rilevata nel 1995 in 60 litri al secondo mentre la portata di piena è stimabile in 8.000 litri. Con una portata media di 500 litri d'acqua al secondo è la più importante sorgente della Sardegna.

## Protezione
La sorgente è stata sottoposta a tutela con decreto del Ministero dell'ambiente e della tutela del territorio e del mare, con denominazione "Monumento naturale Sorgente Su Gologone di Oliena" .

## Galleria d'immagini

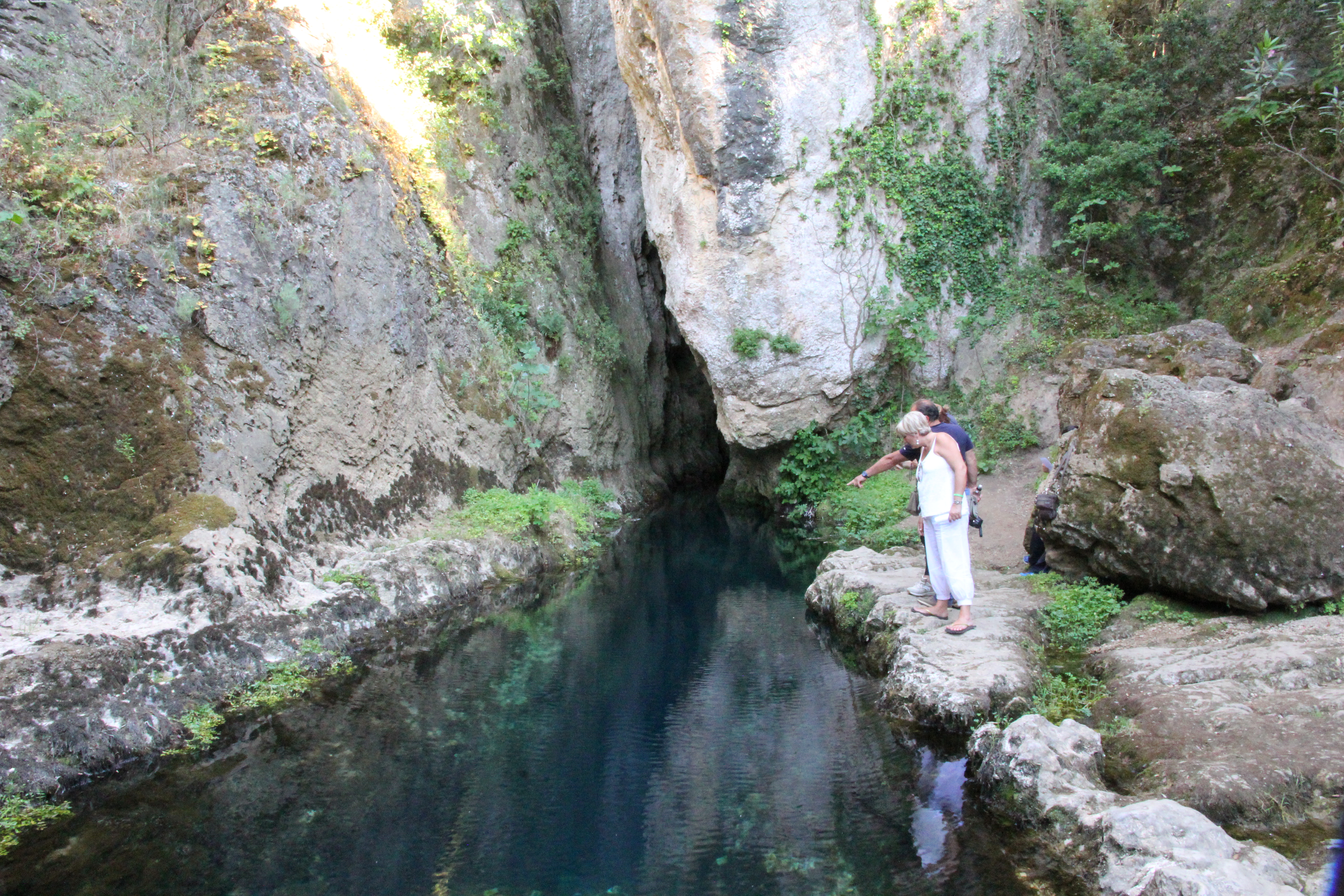
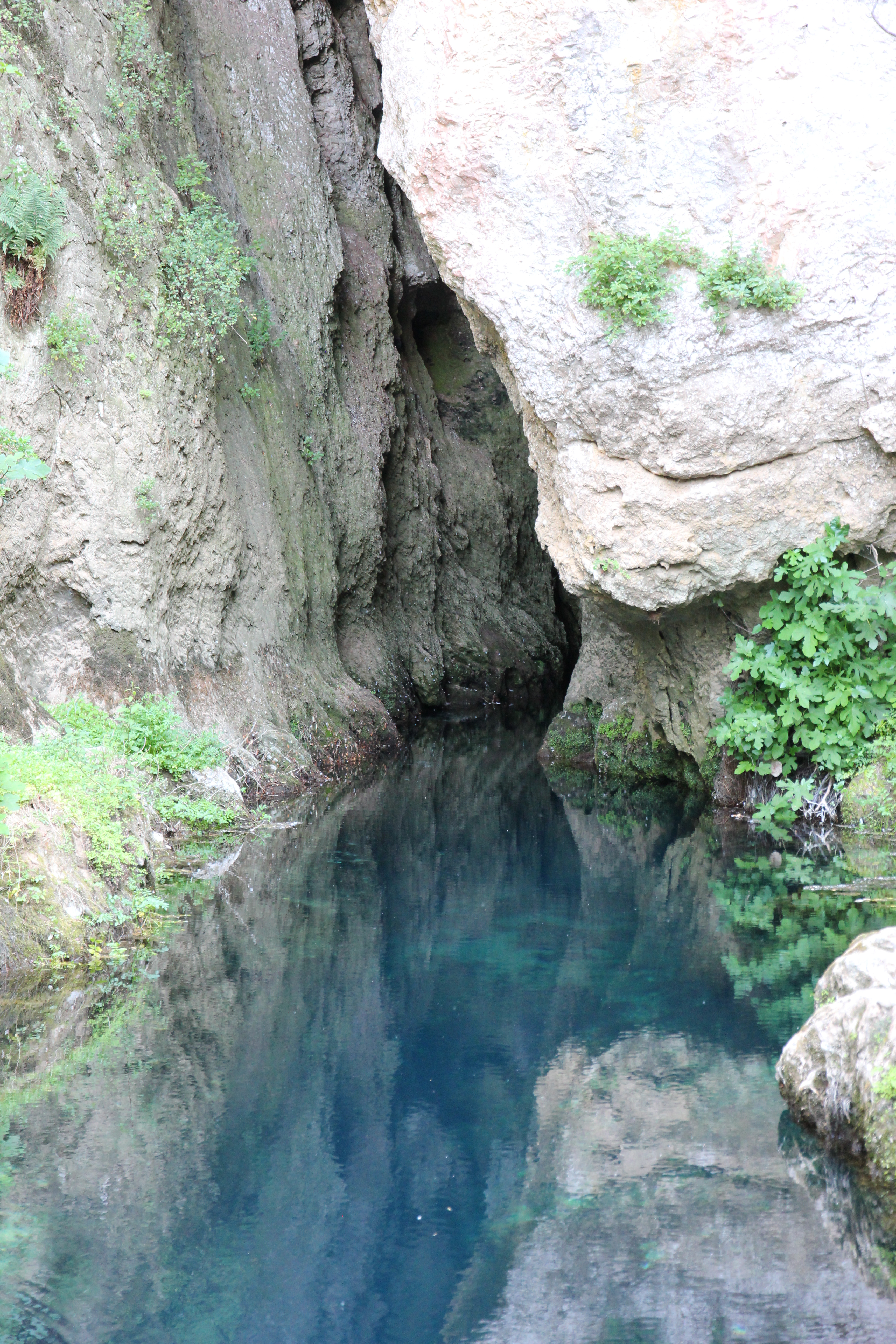
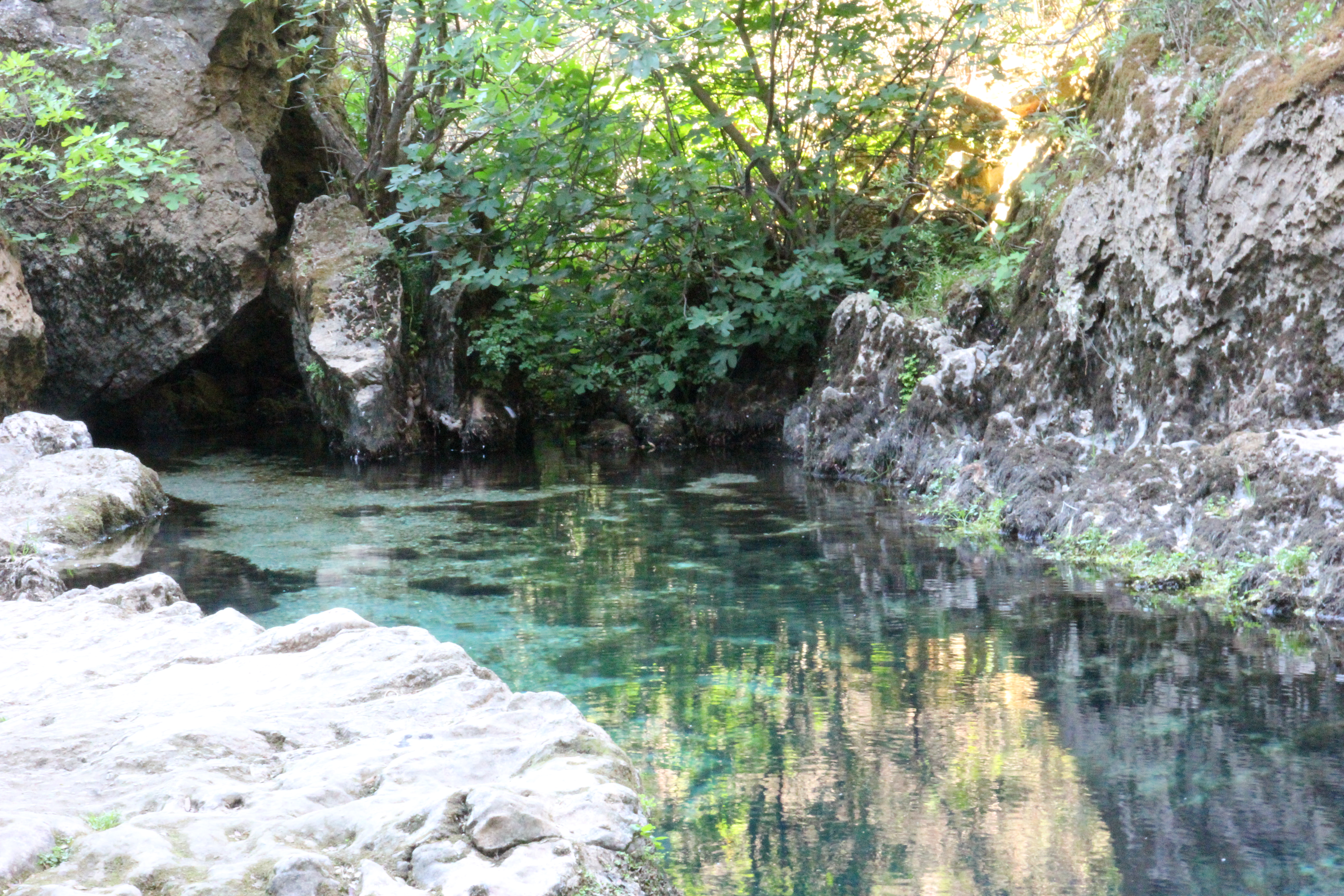
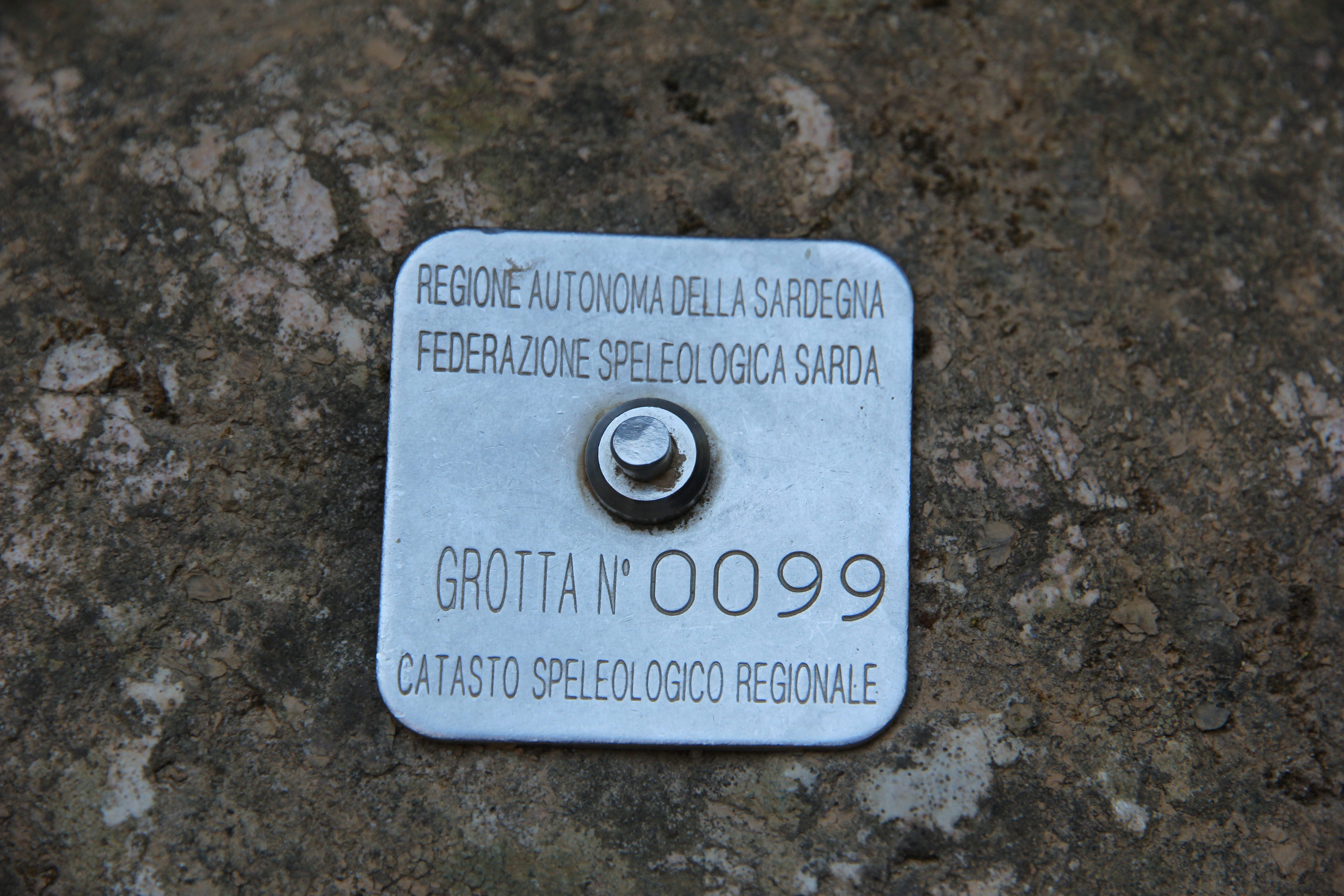